# 红城镇
红城镇，是中华人民共和国甘肃省兰州市永登县下辖的一个乡镇级行政单位。地处永登县东南部，东接中川、树屏镇，南靠苦水镇，西连七山乡，北邻龙泉寺镇。

## 行政区划
红城镇下辖以下地区：
宁朔村、永安村、徐家磨村、华家山村、野泉村、下河村、进化村、凤山村和玉山村。